# دده (بازیکن فوتبال، زاده ۱۹۷۸)
دده (به پرتغالی: Leonardo de Deus Santos) مدافع اهل برزیل است که در شهر بلو هوریزونته و در تاریخ ۱۸ آوریل ۱۹۷۸ به دنیا آمده‌است.
دده در تیم‌های فوتبال اتلتیکو مینیرو ،بروسیا دورتموند،Borussia Dortmund II،اسکی‌شهراسپور سابقهٔ حضور دارد. این بازیکن همچنین در سال، ۱۹۹۹ ۱ بار برای، Brazil U23 به میدان رفته‌است